# Rhododendron yunnanense
Rhododendron du Yunnan
Espèce
Classification phylogénétique
Statut de conservation UICN

 NE  : Non évalué
Rhododendron yunnanense, le Rhododendron du Yunnan, est une espèce de plantes à fleurs de la famille Ericaceae. C’est un arbuste originaire de la Chine centrale et du Sud-Ouest et du Myanmar, croissant entre 2 200 et 3 600 m. Il est mis en culture en Europe.

## Étymologie et histoire de la nomenclature
Le nom de genre Rhododendron (créé par Linné en 1753) vient du grec ancien ῥoδόδενδρον rhododendron morph. « arbre à roses », composé de ῥόδον, rhodon « rose » et δένδρον, dendron « arbre ». Remarquons que le terme existait depuis 1518 en latin des botanistes, emprunté au latin rhododendron « laurier-rose » (Pline, H.N., 16, 79 etc.), lui-même repris au grec ῥoδόδενδρον  rhododendron de même sens.
L’épithète spécifique yunnanense a été créée à partir du toponyme Yunnan et du suffixe latin - ensis, - ense « venant de ».

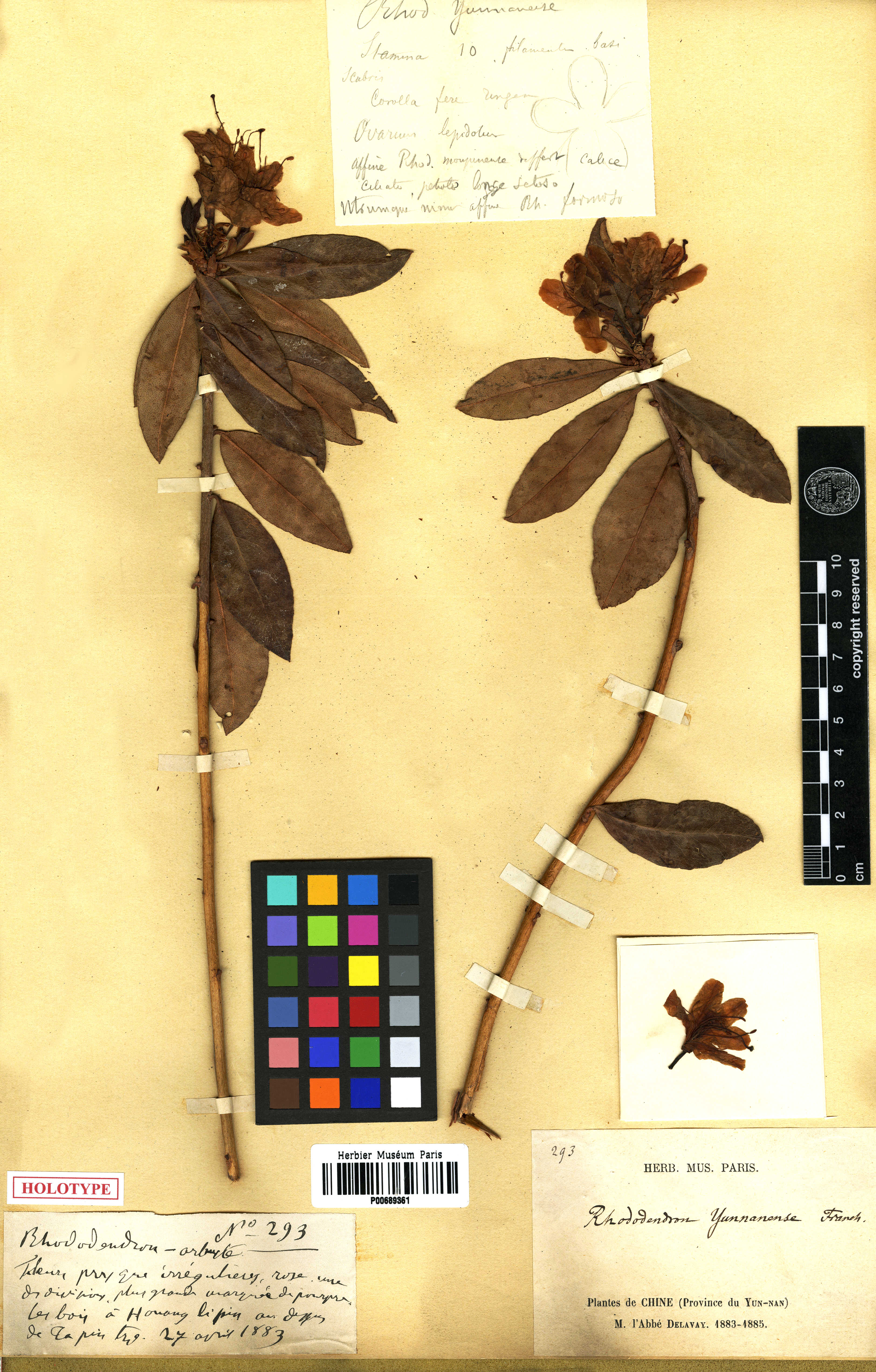
Rhododendron yunnanense, Holotype récolté par le père Delavay le 27 avril 1883.

En avril 1882, le missionnaire botaniste Jean-Marie Delavay arrive dans les montagnes du Nord-Ouest du Yunnan, près de Dali. Après six mois passés à remonter le fleuve Bleu en barque, il rejoint sa destination et commence immédiatement les récoltes de plantes. « Un premier fascicule parvient au Muséum en septembre 1883 et depuis lors les envois se succèdent sans interruption, le chiffre des espèces s’élève aujourd’hui à plus de 1 500 et celui des échantillons dépassent certainement 10 000 » écrit en 1886 Adrien Franchet, son correspondant au Muséum. C’est ce même botaniste du Muséum, qui une décennie plus tôt, dans les années 1866-1874, avait analysé les 2 919 spécimens de plantes envoyées d’autres régions de Chine, par le père Armand David. Le 27 avril 1883, le père Delavay récolte un spécimen de rhododendron, dans les bois à Huang li pin au-dessus de Dapingzi, son lieu de résidence (voir la feuille d’herbier ci-contre). Il indique sur la feuille d'herbier « Rhododendron- arbuste. Fleurs presqu’irrégulières, rose, ... ».
Le botaniste Adrien Franchet donne en avril 1886 la description de cette nouvelle espèce sous le nom de Rhododendron yunnanense, dans un important article, Rhododendron du Thibet oriental et du Yunnan. Il y passe en revue, décrit et classe les 36 espèces jusque-là récoltées par Armand David au Tibet oriental et J-M. Delavay au Nord-Ouest du Yunnan, remarquables par l’extrême diversité de leurs formes, poussant dans le point chaud de biodiversité des Monts Hengduan (dans la région de Centre-Sud de la Chine) dans lequel on trouve plus du quart des espèces mondiales Rhododendron, de Primula, de Corydalis.

## Synonymes
Selon Flora of China, les synonymes sont :
- Rhododendron aechmophyllum IB Balfour & Forrest;
- R. chartophyllum Franchet;
- R. chartophyllum f. praecox Diels;
- R. hormophorum IB Balfour & Forrest;
- R. shaanxiense WP Fang et ZJ Zhao;
- R. suberosum IB Balfour & Forrest.

## Description

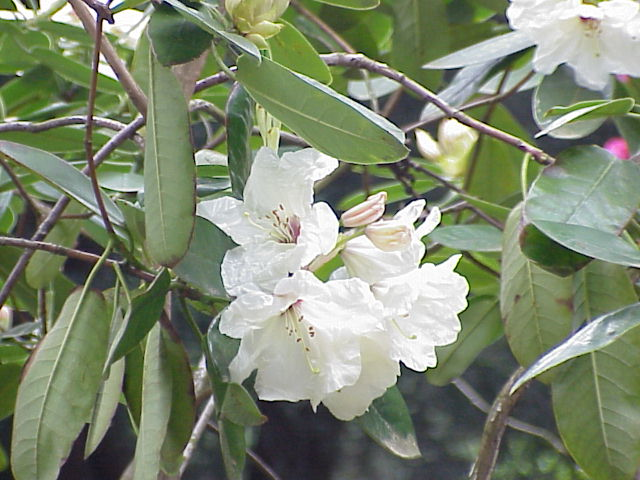
R. yunnanense, fleurs.

Le Rhododendron du Yunnan est un arbuste, rarement un petit arbre, à feuilles caduques, semi-persistantes ou persistantes, de 1-2 (-4) m de haut, aux jeunes rameaux un peu squameux, sinon glabres ou pubescents.
La feuille simple, portée par un pétiole de 3–7 mm, comporte un limbe oblong, lancéolé, oblong-lancéolé ou obovale, de 2,5–7 cm de long sur 0,8–3 cm de large, à base étroite à cunéiforme et apex acuminé ou aigu, le revers est couvert d’écailles alors que la surface supérieure est non ou peu squameuse.
L’inflorescence, terminale ou subterminale est courtement racémeuse ou ombellée, à 3-6 fleurs sur un rachis de 2–3 mm. La corolle est en entonnoir large ou campanulée, blanche, rose ou violacée pâle, à l'intérieur avec des taches rouges, rouge brunâtre, jaune ou vert jaunâtre, de 1,8–3,5 cm, les étamines de longueur inégales, les plus longues dépassent la corolle, les filaments plus ou moins pubescents à la base, l’ovaire est 5-loculaire, densément squameux.
Le fruit est une capsule cylindrique, de 6–20 mm.

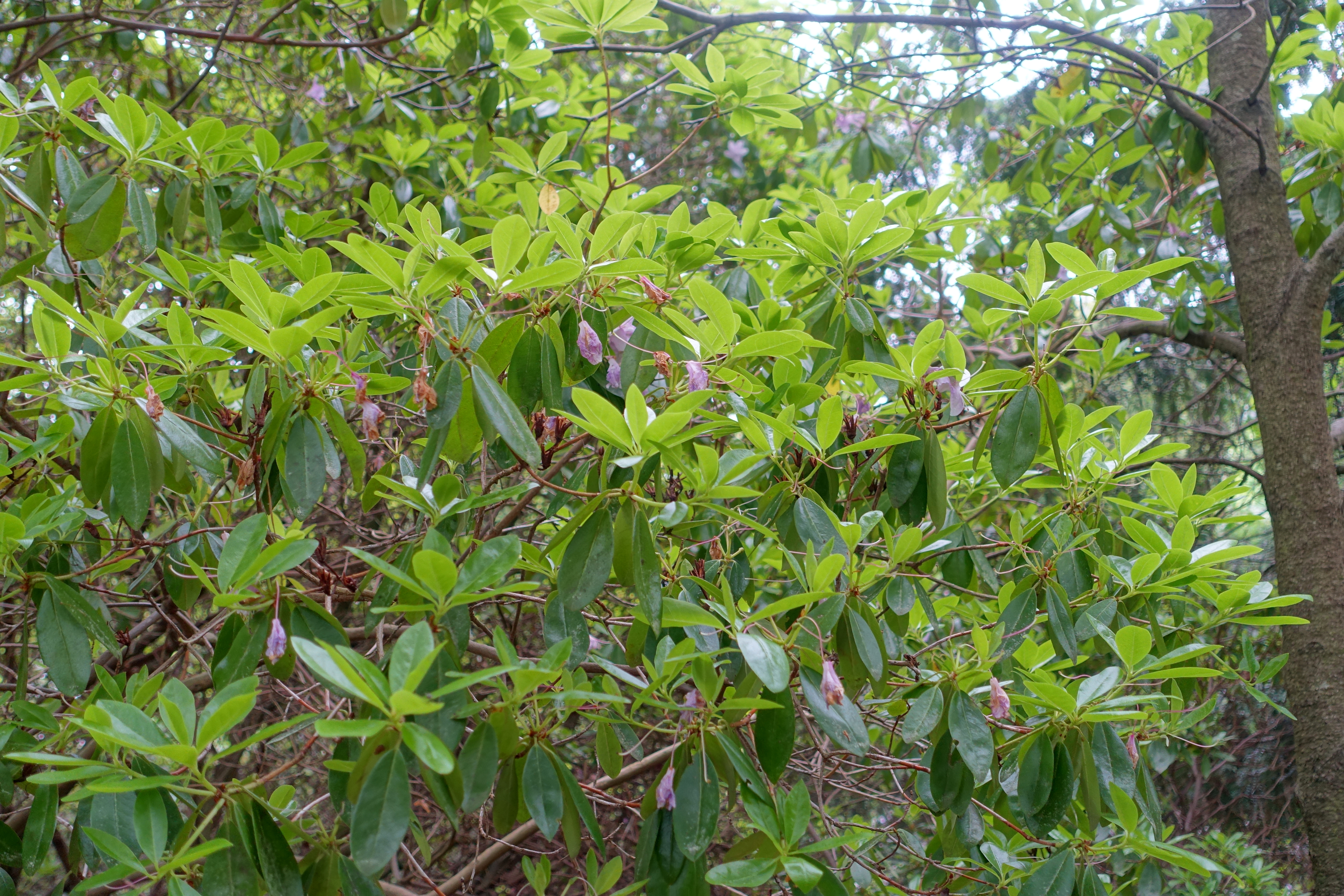
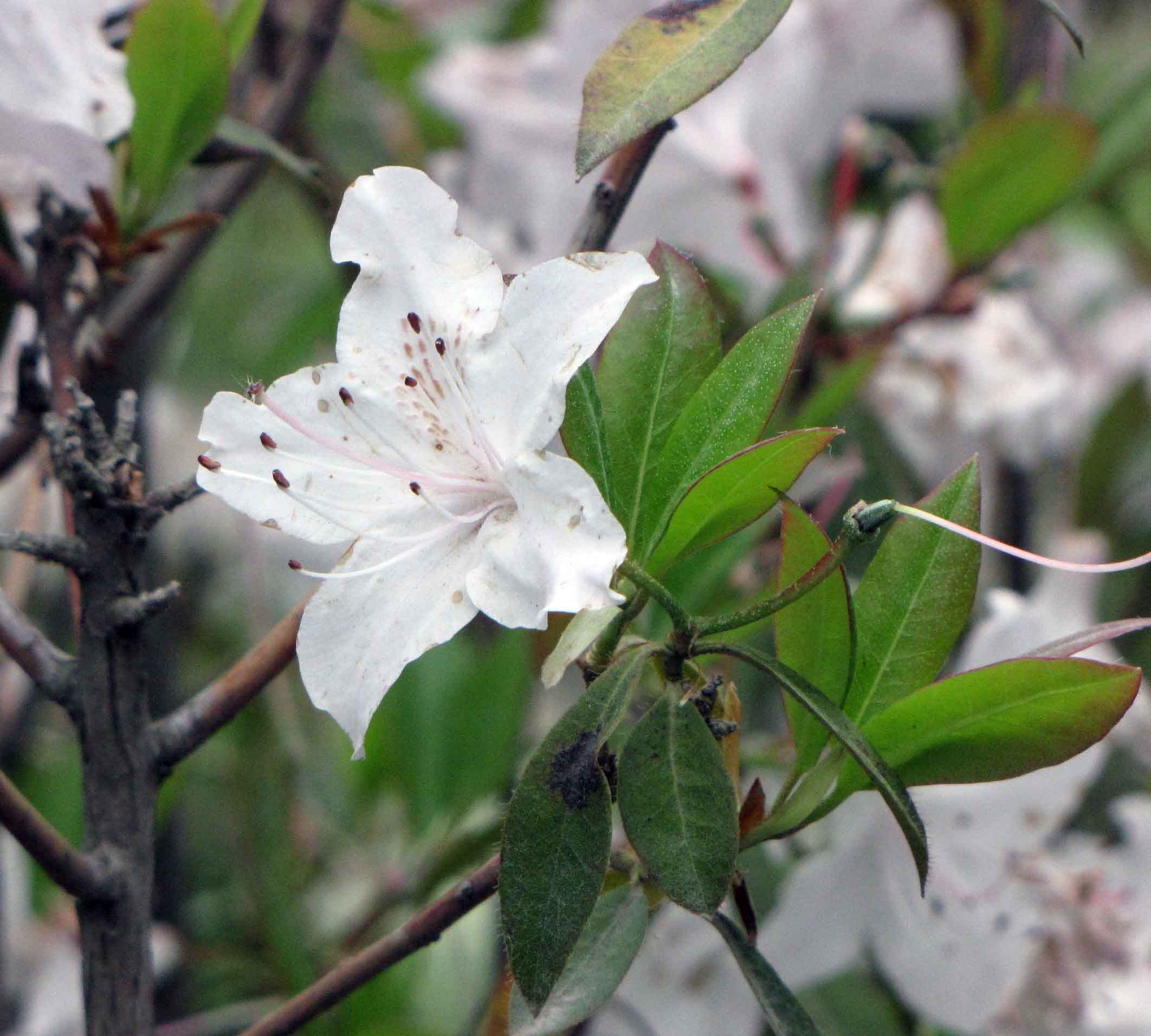
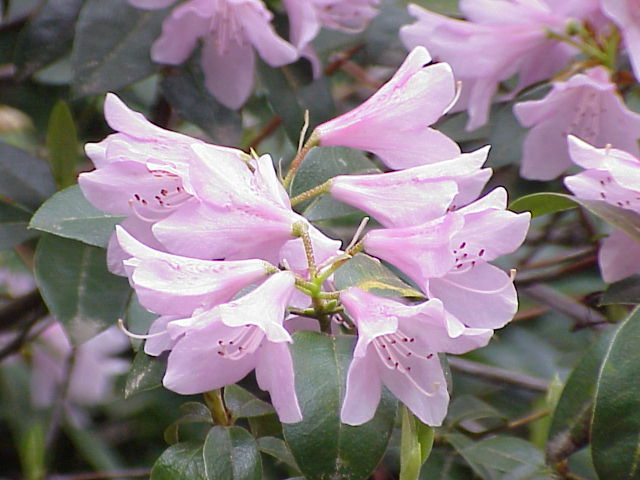

La floraison a lieu en avril-juin.

## Distribution et habitat
Le Rhododendron yunnanense pousse en Chine (dans les provinces du W Guizhou, S Shaanxi, W Sichuan, Xizang, Yunnan) et au Myanmar.
Il croît sur les pentes forestières et les lisières des forêts d’Abies-Picea ou Pinus-Quercus, à l’altitude de (1 600-)2 200-3 600(-4 000) m.

## Culture
Cette espèce de rhododendron très rustique, trouve sa place dans à peu près tous les jardins.